# Zaida de Séville
Zaida de Séville (morte entre 1093 et 1107) est une princesse maure, associée à la dynastie des Abbadides, qui s'est réfugiée à la cour d'Alphonse VI de Castille, roi de Galice, de León et puis de Castille, lorsque les Almoravides ont attaqué Séville en 1091. Elle devint la maîtresse puis peut-être l'épouse de ce roi Alphonse VI.

## Parcours
Zaida de Séville est l'épouse d'Al Ma'mun ibn Abbad, fils du dernier roi de la Taïfa de Séville Al Mutamid ibn Abbad,,,. 
Lorsque les Almoravides attaquent Séville en 1091, Zaida s'enfuit vers le royaume de Castille avec ses servantes et se place sous la protection de son souverain (dans le cadre, pour Pascal Buresi, d'un traité d'alliance existant entre Séville et le royaume chrétien, deux États souvent présentés comme des adversaires. La fuite de Zaida, un fait accepté par plusieurs historiens, montre la complexité des relations entre royaumes chrétiens et musulmans à l'époque de la reconquête castillane). Le roi de Castille Alphonse VI de Castille tombe sous son charme. Elle devient sa maîtresse puis, son épouse. La Maure Zaida se convertit à cette occasion au catholicisme et aurait pris le nom d'Isabelle qui deviens la quatrième épouse d'Alphonse VI. 
Elle est la mère du prince Sancho Alfónsez, né vers 1093 et mort en 1108 a la bataille d'Uclès, et de Elvire de Castille, Reine de Sicile.
La reine Isabelle est vue pour la dernière fois en mai 1107. Zaida est censée être morte en couches, mais on ne sait trop si c'était à la naissance de sa fille connue, Elvira, en 1100, ou à la naissance d'un autre enfant inconnu. Elle disparaît de la documentation historique, peut-être à la naissance de sa fille Elvira.